# Achilles (Rotterdam)
R.C. & V.V. Achilles (Rotterdamsche Voetbal & Cricket Vereeniging Achilles) is een voormalige amateurvoetbalclub uit Rotterdam.

## Geschiedenis
De exacte oprichtingsdatum van Achilles is tot op heden onbekend. Een eerste vermelding van een voetbalvereniging te Rotterdam met die naam was in 1886, op 19 december van dat jaar deden spelers van Achilles mee aan een wedstrijd tussen een combinatie-elftal en RC & FC Concordia. Ook trad er in 1896 een vereniging genaamd Achilles toe tot de Rotterdamse Voetbalbond. Dit Achilles eindigde in de competitie als nummer laatst van de derde klasse en keerde het seizoen er op niet meer terug. In mei 1908 hield Achilles echter jubileumseriewedstrijden ter gelegenheid van het 10-jarig bestaan. Aannemelijk is dan ook dat Achilles zich niet beschouwde als opvolger van de eerdere verenigingen met die naam en dat als oprichtingsmoment mei 1898 moet worden aangehouden. In 1900/01 promoveerde het naar de NVB. In 1902 werd Achilles kampioen van de 3e klasse West A. Na beslissingswedstrijden tegen het Amsterdamse Vooruitgang, de kampioen van West 3 B, werd het tevens algeheel kampioen van de derde klasse West. Ondanks dat na promotiewedstrijden D.F.C., de kampioen van de beide lagere tweede klassen, net iets sterker bleek in de strijd om te kunnen promoveren naar de hogere tweede klasse, volgde er toch promotie naar de tweede klasse. De NVB had het systeem van een hogere en lagere tweede klasse in 1902/03 afgeschaft en Achilles kon derhalve toch promoveren. In de zomer van 1904 verliet de 17-jarige eerste elftalspeler en latere international Frans de Bruijn Kops Achilles om bij landskampioen HBS te gaan spelen.

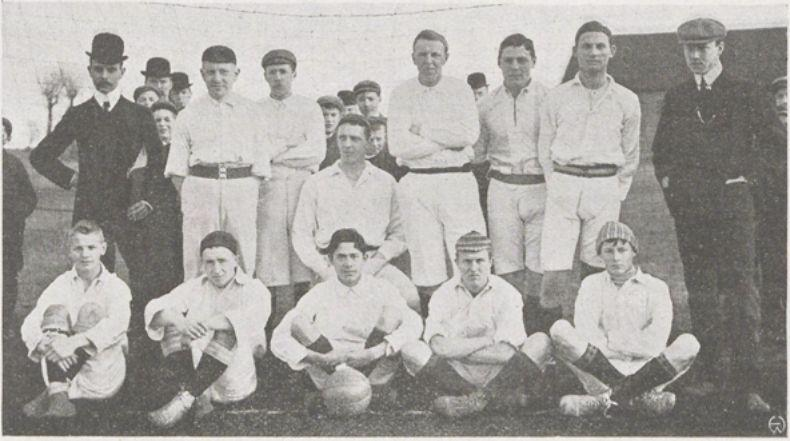
Foto van de Rotterdamse voetbalvereniging Achilles begin 1908

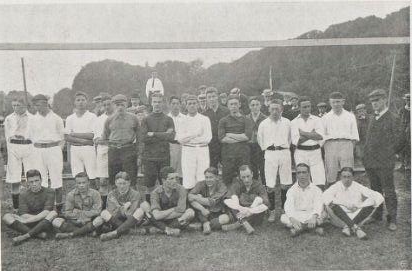
Zilveren Bal wedstrijd 1e ronde, tussen Achilles (Rotterdam) (witte shirts) en Volharding (Amsterdam) (donkere shirts) op 8 september 1907 op het terrein van H.F.C. te Haarlem. Spelers Achilles: Douw van der Krap, Visman, J.de Bruyn Kops, Wiebenga, Cats, J.van Driel, Offerhaus, De Snoo, Fruin, J.Noorduijn, Hartevelt, Spelers Volharding: Heemskerk, Geelkerken, Gerke, Sweys, Staargaard, Godefroy, Baggelaar, Schoolwerth, Worp, Arntzenius, Kortenhorst

Na drie jaar met wisselend succes in de tweede klasse te hebben gespeeld beleefde Achilles vanaf 1905/06 haar sterkste periode. In 1906/07 was het Delftse Concordia net te sterk in de wedstrijden om het algehele kampioenschap van de 2e klasse en de daaraan verbonden promotie/degradatiewedstrijden tegen de nummer laatst van de eerste klasse: D.F.C. In de zomer van 1907 werd Achilles versterkt met de 18-jarige toekomstig international Jan Noorduijn. Wat volgde was het beste seizoen in de clubhistorie. In de voorbereiding op het seizoen haalde Achilles de finale van het belangrijkste toernooi van het land, de Zilveren Bal. Aan het einde van dat seizoen, 1907/08, slaagde Achilles er in om algeheel kampioen van de tweede klasse West te worden door V.O.C en Ajax te verslaan. In de promotie/degradatiewedstrijden om een plaats in de eerste klasse tegen Hercules toonden de Utrechtenaren zich de sterkste.
Na in 1908/09 nog derde te zijn geworden in de tweede klasse B zag Achilles Jan Noorduijn naar D.F.C. vertrekken. Hierna gleed Achilles af. Eind juli 1912 volgde er nog een fusie met de Kralingsche F.C., opgericht in december 1905. De clubnaam wijzigde hierdoor in R.K.F.C.(Rotterdamsch Kralingsche Football Club) Achilles. 1912/13 was het laatste volledige competitieseizoen van Achilles. Het eindigde op de laatste plaats in de westelijke 2e klasse B. na de zomer van 1913 werd nog wel aan het seizoen begonnen. Voor de eerste ronde van de Holdert beker kwam Achilles op 31 augustus niet opdagen voor de uitwedstrijd tegen N.E.C. hetgeen tot een reglementaire 5-0 nederlaag en uitschakeling leidde. Na een met 7-0 verloren thuiswedstrijd tegen het Leidsche Ajax en een 5-0 reglementaire uitnederlaag tegen vv Dordrecht trok Achilles zich terug uit de competitie. Een roemloos einde voor de eens zo sterke Rotterdamse vereniging. De tijdgeest had de club ingehaald. De jeugd van de Rotterdamse elite, waar de vereniging altijd haar leden betrok, kreeg in de loop der jaren steeds minder animo voor de voetbalsport. Nu de rangen niet meer werden aangevuld kon Achilles niet anders dan zich terugtrekken.

## Competitieresultaten 1902–1913 (zondag)
| 1 3A |

| 5 2B |

| 6 2C |

| 5 2C |

| 2 2C |

| 1 2A |

| 1 2A |

| 3 2B |

| 8 2A |

| 8 2A |

| 5 2B |

| 8 2B |

| Tweede klasse | Derde klasse |

In elke staaf van de grafiek staat van boven naar beneden vermeld: 
- Eindnotering

Dit is de positie die de club heeft bereikt in de competitie, zonder eventuele beslissings-, play-off- of nacompetitiewedstrijden die nodig zijn geweest om bijvoorbeeld de kampioen van de competitie te bepalen.
Indien een * achter het getal staat is de notering een tussenstand en kan het zijn dat de notering niet overeenkomt met de uiteindelijke eindstand van de competitie.
Staat er een - dan is het seizoen nog bezig en is er geen definitieve uitslag bekend.
Staat er xx op de positie van de notering, dan heeft de club vroegtijdig de competitie verlaten. Dit kan onder andere komen door terugtrekking van het team, faillissement van de club of door een uitgedeelde straf van de KNVB. In veel gevallen staat elders in het artikel de reden vermeld.
Staat er een ? dan is het resultaat uit het verleden onbekend, en is alleen de competitie of het niveau bekend van dat seizoen.
In de seizoenen 2019/20 en 2020/21 werd wegens de coronacrisis het amateurvoetbal afgebroken. Daardoor kennen deze staven geen eindklassering (middels -- weergegeven).
- Competitieniveau en afdelingsletter of Officiële eindstand Eredivisie
  - Competitieniveau en afdelingsletter

Hierbij geeft het getal het niveau weer, dat ook terug te vinden is in de legenda. De letter is de afdelingsaanduiding en wordt gebruikt wanneer er meer afdelingen zijn op hetzelfde niveau. De afdelingsletter is altijd een hoofdletter en wordt meestal zonder nummer gebruikt.
Voorbeeld: 2F is niveau 2e klasse competitie F.
Het competitieniveau en nummer wordt niet vermeld wanneer er slechts één competitie van dit niveau was.
  - Officiële eindstand Eredivisie (getal staat tussen haakjes vermeld)

Sinds de introductie van play-offwedstrijden voor Europees voetbal na afloop van de reguliere competitie in 2005/06, is de KNVB verplicht een eindstand van de Eredivisie door te geven aan de UEFA aan de hand van deze play-offwedstrijden.
Bij deze eindstand staan clubs die zich hebben gekwalificeerd voor Europees voetbal hoger dan clubs die zich niet wisten te kwalificeren. Indien er geen verschil was tussen de eindnotering en de officiële eindstand, staat dit getal niet vermeld.

- Onderafdeling

Hier staat afgekort de naam van de onderafdeling indien de club in dat jaar in een onderafdeling uitkwam. Tevens staat deze afkorting in de legenda en wordt gelinkt naar het artikel over deze onderafdeling. Deze afkorting wordt alleen vermeld wanneer de club in het verleden in verschillende onderafdelingen heeft gespeeld. Deze vermelding is in de staaf altijd in kleine letters. Deze onderafdelingen zijn na het seizoen 1995/96 afgeschaft. Heeft de club in slechts één onderafdeling gespeeld, dan is dit alleen terug te vinden in de legenda.
Onder de staaf staat het jaartal vermeld waarin het seizoen is afgesloten. 15 verwijst naar het seizoen 2014/15 of eventueel het seizoen 1914/15.
Wanneer een staaf leeg is, zijn deze gegevens niet bekend. Het kan ook zijn dat de club dat seizoen niet heeft meegespeeld op het hogere amateurniveau, vroegtijdig de competitie heeft verlaten of uit de competitie is gezet.

In het seizoen 1944/45 was er wegens de Tweede Wereldoorlog geen regulier competitievoetbal.